# Rhynchospora bolivarana
Rhynchospora bolivarana är en halvgräsart som beskrevs av Julian Alfred Steyermark. Rhynchospora bolivarana ingår i släktet småag, och familjen halvgräs. Inga underarter finns listade i Catalogue of Life.